# 萨拉多河战役
萨拉多河战役（英语：Battle of Río Salado；西班牙语：Batalla del Salado；亦称塔里法战役，英语：Battle of Tarifa）是1340年10月30日发生在葡萄牙国王阿方索四世（Afonso IV）与卡斯蒂利亚国王阿方索十一世（Alfonso XI）的联军，同马林王朝（Marinids）苏丹阿布·哈桑·阿里·本·奥斯曼（Abu al-Hasan 'Ali）及格拉纳达埃米尔优素福一世（Yusuf I）的军队之间展开的一场决战。
此战的结果是卡斯蒂利亚-葡萄牙联军的决定性胜利，马林王朝随即退回北非，从此之后穆斯林军队再也未从北非入侵过伊比利亚，基督教势力开始稳定控制直布罗陀海峡。